# Simón Bolívar
(Simón Bolívar a Luis Perú de Lacroix)
Simón José Antonio de la Santísima Trinidad Bolívar y Palacios de Aguirre, Ponte-Andrade y Blanco, noto semplicemente come Simón Bolívar (Caracas, 24 luglio 1783 – Santa Marta, 17 dicembre 1830), è stato un generale, patriota e rivoluzionario venezuelano; fu insignito del titolo onorifico di Libertador (Liberatore) in ragione del suo decisivo contributo all'indipendenza di Bolivia, Colombia, Perù e Venezuela. Fu, inoltre, presidente delle Repubbliche di Colombia, Venezuela, Bolivia e Perù. È considerato, insieme a José de San Martín, uno dei personaggi più rappresentativi della storia dell'America Latina.
Fondatore e presidente di Bolivia e della Grande Colombia, nazione che ha cercato di affermarsi come confederazione politico-militare in America Latina, Bolívar fu considerato per le sue azioni e le sue idee come El hombre de América ("L'uomo d'America"), e una delle più importanti figure della storia politica e culturale dei paesi latinoamericani, nella maggior parte dei quali viene considerato un eroe. Ha ricevuto riconoscimenti in varie parti del mondo, con statue, monumenti, parchi, piazze e vie a lui dedicati. Inoltre, le sue idee e gli ideali politico-sociali hanno portato alla nascita di una corrente chiamata bolivarismo.

## Biografia

### Infanzia e giovinezza

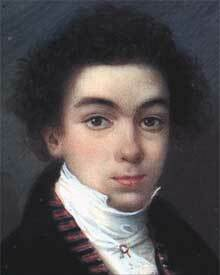
Simón Bolívar (circa 1800)

Bolívar nacque a Caracas (Venezuela) il 24 luglio 1783, quartogenito di Juan Vicente Bolívar y Ponte e di María de la Concepción Palacios y Blanco, entrambi di famiglia aristocratica spagnola di origine basca. Nel 2012 il direttore del Cedocam (Centro de Documentación de Canarias y América), Manuel Hernández, tornò dal Venezuela con i risultati della perizia genetica completa e, secondo questa perizia, Bolívar avrebbe come antenati diretti il banchiere genovese Cristoforo da Ponte (da qui gli sarebbe venuto il cognome Ponte) che nel XIV secolo, a seguito della conquista genovese delle isole Canarie, era divenuto il proprietario di una zona delle isole e fondatore di alcune città su Tenerife, e Jana Gutiérrez, una donna guancia aborigena delle Canarie.
Rimase presto orfano (il padre morì nel gennaio 1786 e la madre nel luglio 1792, entrambi per tubercolosi) e per testamento divenne suo legittimo tutore il nonno materno, don Feliciano Palacios, che era malato; per questo motivo i fratelli Bolívar furono affidati ai due zii materni.
Bolívar fu educato da diversi insegnanti, tra i quali si ricordano Simón Rodríguez (presso cui fu costretto ad abitare per qualche tempo) alla Escuela Pública del Cabildo (municipio coloniale) di Caracas e poi Andrés Bello – la cui influenza fu notevole in termini di ideali e di stile di vita – alla Academia de Matemáticas.
Il 14 gennaio 1797, a nemmeno 14 anni, Simón Bolívar entrò nel Batallón de Milicias de blancos de los Valles de Aragua, del quale alcuni anni prima era stato colonnello suo padre.
Nel 1799 si trasferì in Spagna per completare gli studi. Vi sposò María Teresa Rodríguez del Toro y Alaysa nel 1802, ma, in occasione di un breve rientro in Venezuela nel 1803, la donna si ammalò di febbre gialla e morì. L'evento traumatizzò Bolívar al punto che giurò sul Monte Sacro di non risposarsi mai più, come gesto di fedeltà alla moglie scomparsa. Bolívar ritornò in Europa nel 1804 e rimase diverso tempo a Parigi, dove condusse una vita agiata, frequentando personalità tra cui Alexander von Humboldt, con il quale mantenne poi una relazione epistolare, e conobbe Napoleone, dal quale rimase inizialmente affascinato, per poi discostarsene perché questi, a suo parere, aveva tradito gli ideali della Rivoluzione francese.
Nel 1805, durante un soggiorno a Roma, prese una ferma decisione e giurò al suo amico Rodríguez che avrebbe liberato il Venezuela.
Nel 1807 Bolívar tornò in Venezuela, dove permaneva uno stato di agitazione dopo la repressione di un tentativo d'insurrezione di Francisco de Miranda.
Intanto in Europa il 19 marzo 1808, sotto la crescente pressione francese, il re Carlo IV di Spagna aveva abdicato a favore del figlio Ferdinando, ma il 5 maggio a Baiona entrambi furono costretti a cedere il trono a Napoleone, che incoronò il fratello Giuseppe re di Spagna e delle colonie. La notizia giunse in Sudamerica, dopo che tentativi di rivolta alla corona di Spagna erano già avvenuti a Río de la Plata, Charchas, La Paz e Quito; tra il popolo nativo si diffuse quindi ancor più l'idea della necessità di una sovranità popolare libera dalla dipendenza europea, non avendo più la Spagna un governo legale ed essendo stato il re incarcerato.

### Al servizio della Prima Repubblica (1810-1812)

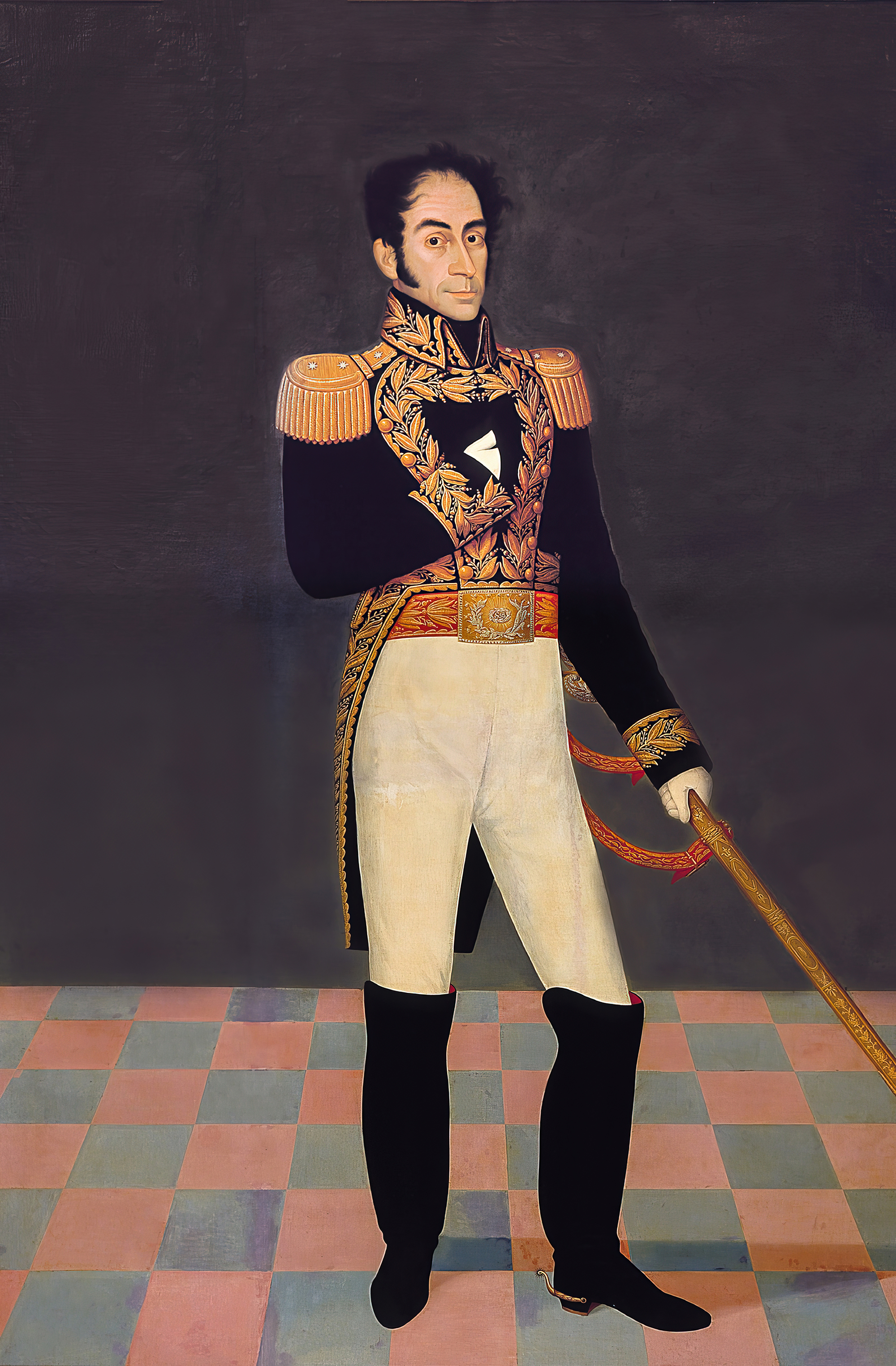
Simón Bolívar ritratto da José Gil de Castro, 1825

Nel 1809 il ventiseienne Bolívar rientrò nella sua proprietà di Aragua, rifiutando apertamente di partecipare alla formazione della Giunta di governo del Venezuela; questo rifiuto fu motivato dalla convinzione del comandante che la costituenda giunta non avrebbe goduto dell'indipendenza necessaria per operare. La Giunta, costituitasi il 19 aprile 1810, pose Bolívar a capo di una delegazione incaricata di recarsi nel Regno Unito insieme con Andrés Bello e Antonio Lopez Mendez in cerca di sostegno e collaborazione. Dal Segretario di Stato per gli affari esteri Richard Wellesley ottenne l'amichevole neutralità britannica e rientrò in Venezuela il 5 dicembre dove, cinque giorni dopo, fece tornare il generale indipendentista Francisco de Miranda, già combattente nella Rivoluzione americana e nella Rivoluzione francese.

#### Dichiarazione d'indipendenza
Il Venezuela si ritrovò ben presto sconvolto dalla guerra civile: le province erano infatti divise tra coloro che riconoscevano l'autorità della nuova Giunta e coloro che rimanevano fedeli alla reggenza della Spagna. La situazione divenne ancor più tesa dopo che un congresso nella capitale riconobbe l'indipendenza del Venezuela il 5 luglio 1811, invitando il popolo alla ribellione contro gli spagnoli.
Il primo impiego militare attivo di Bolívar fu sotto il comando di Miranda, in veste di ufficiale, per sedare le rivolte realiste. Il 13 agosto le truppe agli ordini di Miranda sconfissero i ribelli di Valencia; Bolívar partecipò all'azione e, promosso sul campo colonnello, fu inviato ad annunciare la vittoria al governo di Caracas. Il 21 dicembre il governo fece approvare una costituzione, che Bolívar criticò perché copiata pedissequamente da quella degli Stati Uniti. Il terremoto del 26 marzo 1812 e la sconfitta dell'inesperto Bolívar per mano dei realisti a Puerto Cabello il 30 giugno portarono alla caduta della Prima Repubblica. Il 26 luglio il comandante militare della Giunta, Francisco de Miranda, si arrese, mettendo fine alla breve vita della Prima Repubblica.

#### La restaurazione realista
Gli accordi della capitolazione della Repubblica, approvati dal generale spagnolo delle forze realiste Juan Domingo de Monteverde, ma mai firmati da Miranda, garantivano l'amnistia e il diritto di emigrazione a tutti i gerarchi repubblicani, se essi ne avessero fatto richiesta. Nonostante tutto, la grave confusione in cui versava il paese fece sì che nessuno avesse certezze riguardo al reale contenuto dell'accordo; pertanto Bolívar, sentendosi tradito, il 30 luglio catturò a tradimento Miranda insieme con altri comandanti militari, e lo consegnò alle autorità spagnole. In cambio ricevette un salvacondotto che egli utilizzò per imbarcarsi per Curaçao il 27 agosto.

### L'esilio e la Seconda Repubblica (1812-1814)

#### Campaña Admirable
A Curaçao Bolívar venne a sapere che Monteverde aveva infranto la promessa e, anziché garantire l'esilio ai repubblicani, aveva deciso di arrestarli e far confiscare i loro beni per contrastare il pesante deficit accumulato dal governo negli anni di guerra. Irritato da queste notizie, scelse di tornare a occuparsi della causa patriottica; nell'ottobre 1812 arrivò a Cartagena, città che l'anno precedente si era proclamata indipendente, unendosi con altre quattro province per formare le Province Unite di Nuova Granada. Bolívar scrisse il Manifesto di Cartagena, apparso il 15 dicembre sui muri e divulgato di casa in casa, che conteneva l'analisi politica e militare della caduta della Prima Repubblica venezuelana, esortava la Nuova Granada a non commettere gli stessi errori e proponeva rimedi alle divisioni coloniali in favore dell'obiettivo comune dell'indipendenza. Poco dopo esortò il governo alla riconquista di Caracas, chiese e ottenne di prestare servizio come ufficiale nelle truppe del Governo di Cartagena, con le quali risollevò il suo prestigio, combattendo i realisti neo-granadini in diverse città lungo la frontiera con il Venezuela; il 28 febbraio 1813 ottenne una grande vittoria contro gli spagnoli a Cúcuta. Le brillanti vittorie culminarono con l'agognata riconquista di Caracas, nella quale Bolívar entrò il 6 agosto 1813; due giorni dopo veniva ripristinata ufficialmente la repubblica. I successi militari gli fruttarono la cittadinanza neo-granadina e il rango di brigadiere, oltre alla fedeltà e all'ammirazione degli ufficiali neo-granadini.

#### Restaurazione della repubblica e successiva caduta
L'ingresso di Bolívar a Caracas fu accompagnato dal tripudio della folla, da cui il soprannome El Libertador con cui tuttora viene ricordato. Monteverde era diventato assai impopolare per non aver mantenuto nessuna delle promesse fatte in sede di armistizio. Inoltre il suo governo fu caratterizzato dalle atrocità commesse dalle sue truppe, abituate a torturare e uccidere civili anche se solo sospettati di aver collaborato con le forze repubblicane.
Tuttavia Bolívar non poteva contare sull'appoggio degli aristocratici, in quanto la maggior parte di essi aveva ormai abbandonato l'idea dell'indipendenza a causa del rapido tracollo della Prima Repubblica e delle ripercussioni subìte. Inoltre molti rimproveravano a Bolívar di essersi unilateralmente posto a capo di una giunta militare, senza garantire libere elezioni.
La Seconda Repubblica ebbe egualmente vita breve, poiché fallì nel convincere gli strati sociali più bassi della popolazione. Infatti, mentre a Caracas veniva acclamato, nelle regioni interne la parte rurale della popolazione, formata dai cosiddetti Llaneros, ovvero gli abitanti dei Los llanos, particolarmente celebri in quegli anni per la loro velocità di spostamento e la loro ferocia in combattimento, si schierò contro il governo. Il generale realista Juan Manuel Cajigal approfittò della situazione per invadere il paese, portando dalla sua parte i Llaneros grazie a José Tomás Boves, che sconfisse due volte Bolívar, infliggendo numerose perdite al suo esercito e costringendolo ad abbandonare Caracas, da lui conquistata il 16 luglio 1814.
Simón Bolívar e i suoi uomini si rifugiarono a oriente, ricongiungendosi a quelli di Santiago Mariño, ma, in netta inferiorità numerica, furono nuovamente sconfitti ad Aragua de Barcelona il 17 agosto 1814. Bolívar, salvatosi miracolosamente nella battaglia, fu arrestato insieme con Mariño dai due comandanti repubblicani e suoi subordinati José Félix Ribas e Manuel Piar, poiché considerati disertori, visto che avevano abbandonato la terraferma per dirigersi a Isla Margarita a bordo di una nave del corsaro italiano Giovanni Bianchi, al servizio dei repubblicani. Nei confusi eventi successivi riuscì comunque a espatriare assieme a Mariño e l'8 settembre i due, dopo aver lasciato il Venezuela, arrivarono a Cartagena, nuovamente in esilio nelle Province Unite di Nuova Granada. Il destino punirà Ribas per quel gesto: nonostante la morte di Boves nella battaglia di Urica, il suo esercito venne sconfitto e presto cadde nelle mani dell'esercito realista che per rappresaglia, lo fucilò, friggendone la testa nell'olio ed esponendola poi all'entrata di Caracas.

### Secondo esilio nei Caraibi (1814-1816)

#### Difesa e partenza da Nuova Granada
Nel 1814 in Europa si stava chiudendo la parentesi napoleonica e, quando il re Ferdinando VII tornò sul trono di Spagna, intraprese immediatamente una serie di azioni contro le rivolte sudamericane, che culminarono nell'invio di un massiccio esercito comandato dal colonnello veterano Pablo Morillo al fine di riprendere le terre perdute. Morillo, una volta arrivato in Sudamerica, si rese conto che gran parte del Venezuela era già stato riconquistato e pertanto ripose la propria attenzione verso le Province Unite di Nuova Granada.
Dopo aver lasciato il Venezuela, Bolívar era rientrato nei ranghi delle forze armate delle Province Unite. Combatté contro diverse forze realiste e riuscì a conquistare Bogotà il 12 dicembre 1814, dopo otto mesi di campagna. Nei mesi successivi, però, ebbe diversi dissapori con il suo governo, che in più occasioni si rifiutò di appoggiare le sue operazioni. Percependo di essere divenuto un personaggio scomodo e sentendosi anche tradito dai vertici del governo, l'8 maggio 1815 decise di partire per la Giamaica. Nel dicembre dello stesso anno Morillo prese Cartagena e cinque mesi dopo Bogotà, mettendo fine all'esistenza delle Province Unite di Nuova Granada.

#### In Giamaica, Haiti e Curaçao

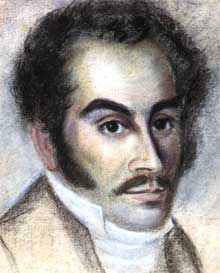
Ritratto di Bolívar, fatto in Haiti nel 1816

A 32 anni Bolívar era nuovamente esiliato lontano dalla sua patria. Arrivato in Giamaica, indirizzò a tutti i governi d'Europa, e in particolare al Regno Unito, una lettera in cui chiedeva sostegno alla causa dell'indipendenza americana dalla Spagna; tuttavia non ottenne risposta.
Lasciò la Giamaica e si stabilì nella piccola repubblica di Haiti, che aveva recentemente ottenuto l'indipendenza dalla Francia. Nell'isola fu caldamente accolto dal presidente Alexandre Pétion, ammiratore delle sue gesta, che concesse ospitalità e rifornimenti a tutti gli esiliati venezuelani e granadiani; ben presto la comunità di esuli divenne numericamente importante. Bolívar collaborò attivamente nel governo dell'isola e Pétion riuscì a persuaderlo a non arrendersi, ma a continuare la lotta; sempre grazie al presidente haitiano, Bolívar divenne anche un fervente sostenitore della lotta alla schiavitù.
Il 23 marzo 1816, con l'aiuto di Haiti e con l'ammiraglio Luis Brión, Simón Bolívar ritornò a combattere, salpando per Margarita, dove arrivò in maggio, conquistando Angostura (oggi Ciudad Bolívar). Il 16 giugno 1816 Bolívar proclamò l'abolizione della schiavitù in Venezuela. In seguito comandò le armate rivoluzionarie insieme con Mariño, Piar e Carlos Soublette, conquistando molte città costiere. Dopo i successi iniziali, le armate rivoluzionarie furono duramente sconfitte a Ocumare de la Costa; dopo questa battaglia Bolívar si imbarcò in cerca di nuovi rinforzi, mentre Mariño e Piar furono messi in rotta e si ritirarono.
Non trovando nessun aiuto lungo la costa, Bolívar tornò a Haiti; qui ottenne i rinforzi che cercava per organizzare una nuova spedizione con cui raggiunse Barcelona, che era sotto il controllo di Mariño. Piar stava assediando i realisti ad Angostura. Le truppe di Bolívar furono determinanti nel contribuire alla conquista della città nell'agosto 1817.
Angostura si rivelò una base eccellente per le successive operazioni e per il commercio, grazie agli ottimi collegamenti stradali e soprattutto fluviali. Qui Bolívar incominciò la pubblicazione del giornale Correo del Orinoco, organo di stampa ufficiale dei rivoluzionari, che ben presto incominciò a essere distribuito non solo in Venezuela, ma anche nei Caraibi e in Europa. Dalla precedente esperienza Bolívar aveva appreso la forza e la pericolosità dei llaneros; pertanto tramite Páez e Piar incominciò il reclutamento e l'organizzazione di queste unità, che in precedenza avevano combattuto per i realisti; il motivo del cambio di rotta di questi soldati fu dovuto al malcontento maturato sotto il comando di Morillo e Boves, che li usavano come carne da macello senza concedere loro gradi e riconoscimenti, che essi ritenevano meritati.
Bolívar venne accolto trionfalmente e ricevette il titolo di presidente della Repubblica del Venezuela, la terza democrazia. Il Venezuela avrebbe dovuto essere solo la prima tappa del suo progetto politico, che presupponeva la totale sconfitta militare spagnola, ma molti patrioti seguirono Bolívar solo come capo militare, senza condividerne affatto il progetto politico.

### La Terza Repubblica (1817-1820)

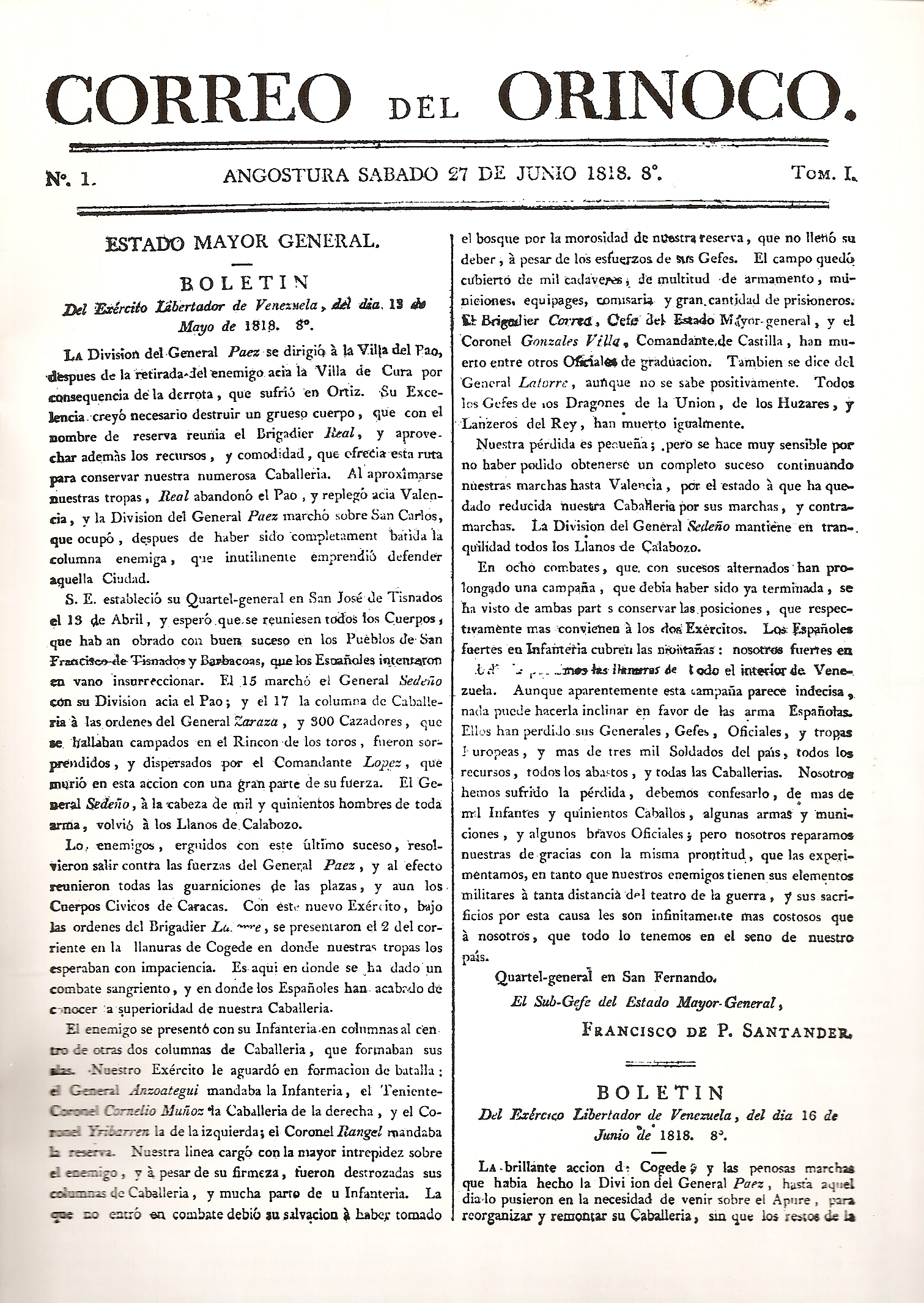
La prima uscita del Correo del Orinoco, 27 giugno 1818

#### Contrasti interni
Il primo ostacolo alla leadership di Bolívar fu nell'incontro definito Congresillo de Cariaco tra l'8 e il 9 maggio 1817. In questa sede ci si aspettava una conferma dei pieni poteri del Libertador, ma una fazione politica del congresso, capeggiata da José Cortés de Madariaga, propose la restaurazione della costituzione del 1811. Mariño appoggiò la decisione e offrì le proprie dimissioni, congiunte a quelle di Bolívar, per permettere agli otto membri del congresso di eleggere un nuovo esecutivo. Al termine di una negoziazione venne nominato un triumvirato composto da Fernando Rodríguez del Toro (al momento esiliato in Trinidad), Francisco Javier Mayz (uno degli otto membri del congresso) e Simón Bolívar (anch'egli non presente in quel momento). Mariño venne nominato comandante in capo delle forze armate e La Asunción venne scelta come capitale provvisoria. In giugno Bolívar si disse affranto della piega che stavano prendendo gli eventi e si convinse che al momento la stabilità dell'esecutivo in Venezuela poteva essere assicurata solo con la forza. Poco dopo i comandanti Rafael Urdaneta e Antonio José de Sucre, fedelissimi di Bolívar, costrinsero il triumvirato a dissolversi.
Verso la metà del 1817 Bolívar divenne dell'idea che non doveva più permettere a nessuno di contestare la sua leadership; dopo la caduta di Angostura sfruttò la sua enorme popolarità per costringere all'esilio Piar, con cui aveva avuto dei dissapori. Inizialmente Bolívar concesse un passaporto al rivale, ma in seguito cambiò idea, facendolo arrestare e accusare di tradimento, oltre che di violenza verso la parte bianca della popolazione. Piar fu sottoposto a processo dalla corte marziale e giudicato colpevole; infine il 16 ottobre venne giustiziato.
Dopo aver consolidato la propria posizione politica, Bolívar incominciò a estendere il raggio delle sue campagne militari, allo scopo di liberare tutto il Sudamerica dalla monarchia spagnola. Nel gennaio 1818 incontrò per la prima volta Páez, che lo riconobbe ufficialmente come leader del movimento repubblicano. Nonostante questo, Páez rifiutò di permettere a Bolívar di usare la sua cavalleria llanero nell'attacco di Caracas. Bolívar, pertanto, a metà anno attaccò comunque Caracas con le sue sole truppe, ma fallì la presa della città.
Nonostante la sconfitta, la pacificazione del paese proseguiva bene, soprattutto nella parte meridionale; pertanto Bolívar decise che fosse giunto il momento di passare dalla sua dittatura a una forma stabile di democrazia, conferendo al Venezuela un governo permanente e istituzioni costituzionali. Egli decise d'indire le elezioni, dalle quali risultò il "Congresso di Angostura", composto da 26 delegati eletti dalla popolazione. Il congresso incominciò i propri lavori nel febbraio 1819 e durante la seduta inaugurale Bolívar lesse un discorso ricordato tuttora come uno dei punti cardine del suo pensiero politico. Lo stesso giorno il Congresso elesse formalmente Bolívar quale presidente della Repubblica, consentendo che egli conservasse anche il comando delle forze armate.

#### La Campagna di Nuova Granada
Dopo l'inizio dei lavori del Congresso, Bolívar incominciò a pianificare un nuovo piano di campagna militare finalizzato alla liberazione di Nuova Granada, roccaforte spagnola già da tre anni. L'operazione era facilitata dal fatto che la regione era rimasta indipendente per sei anni prima di tornare sotto il dominio spagnolo; pertanto il sentimento indipendentista era ancora forte e l'ideologia realista non aveva altresì molta presa sul popolo. Per contro, l'esercito realista nella zona era decisamente meglio equipaggiato di quello di Bolívar. Il Libertador elaborò all'uopo un piano di campagna volto a sorprendere il nemico, attaccandolo durante la stagione delle piogge, mentre le campagne erano allagate e le forze di Morillo impossibilitate a muoversi.
L'armata era composta da circa 2 500 soldati; l'itinerario scelto prevedeva di percorrere le calde e umide pianure della Colombia per poi attraversare il passo montano di Páramo de Pisba, a quasi 4 000 metri di quota. I soldati dovettero fare i conti con la malaria nella prima parte del viaggio e poi con problemi di congelamento nelle fredde strade di montagna, cui erano sensibilmente impreparati. Il 5 luglio 1819 Bolívar completò l'attraversamento delle montagne, trovando la zona sguarnita poiché, come da lui previsto, Morillo riteneva il passo assolutamente impraticabile in quel periodo dell'anno. A quel punto la cavalcata di Bolívar divenne inarrestabile: il 25 sconfisse per la prima volta una piccola guarnigione nemica e continuò la marcia verso la capitale; il 7 agosto la maggior parte delle forze realiste si arrese e il 10 egli entrò alla testa del suo esercito a Bogotà.
Mentre il Libertador era ancora impegnato nella campagna di liberazione, alcuni membri del Congresso cercarono di diffondere la falsa notizia che egli fosse morto in battaglia e cercarono quindi di destituirlo. Al suo rientro la popolarità era ormai alle stelle e riuscì perciò, senza problemi, a far destituire Francisco Antonio Zea, sostituendolo con Juan Bautista Arismendi. Alla fine dell'anno Bolívar parlò al Congresso e chiese di unire Venezuela e Nuova Granada in un nuovo grande Stato. La sua richiesta venne accolta: il 17 dicembre nasceva così la Gran Colombia e Bolívar veniva eletto presidente del nuovo Stato. Fu annullata la costituzione esistente e sostituita con una nuova; nel contempo anche il congresso fu riformato.

### Presidente e Comandante in Capo della Grande Colombia (1820-1825)

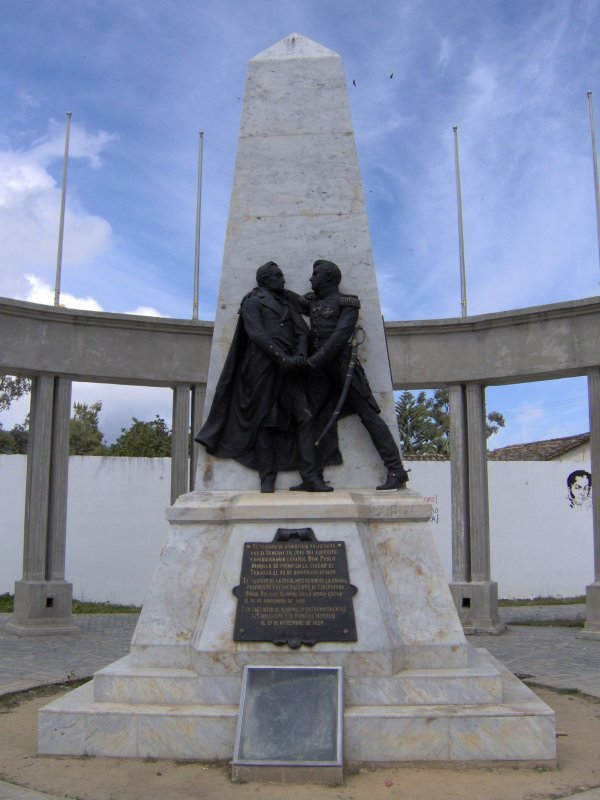
Monumento all'incontro tra Morillo e Bolívar a Santa Ana de Trujillo

Nel 1820 il sogno di Bolívar stava diventando realtà. Le cose migliorarono ulteriormente quando si venne a sapere che i rinforzi ordinati dal re per combattere la rivolta in America si erano ammutinati prima di partire, in Andalusia, guidati da Rafael del Riego. La nuova costituzione spagnola cambiò radicalmente la visione delle ribellioni in America Latina e molte parti politiche proposero di comprendere nella costituzione anche gli ispano-americani. Tuttavia Bolívar fu irremovibile e negò qualsiasi riconciliazione, affermando che la Gran Colombia era uno Stato sovrano in cui veniva applicata la propria costituzione e non quella spagnola.
Nel frattempo Morillo, consapevole della sempre maggiore debolezza della propria posizione, continuò i negoziati per ottenere un cessate il fuoco. Furono sottoscritti due trattati il 25 e 26 novembre, a Santa Ana de Trujillo, che stabilirono un armistizio di sei mesi. Questi negoziati, sebbene di poca utilità pratica, furono fondamentali perché in essi per la prima volta i rappresentanti del governo spagnolo trattarono la Colombia come una nazione autonoma, riconoscendone pertanto, seppur in modo implicito, i loro leader non più come semplici ribelli, ma come dignitari di Stato. La tregua permise a Bolívar di riorganizzare l'esercito per un eventuale scontro finale. Entro la fine dell'anno il governo spagnolo concesse a Morillo (dopo diversi anni di attesa) la possibilità di dimettersi dall'incarico e di ritirarsi. Il suo posto fu preso da Miguel de la Torre.

#### Vittorie in Venezuela
La tregua non durò per tutti i sei mesi previsti. Il 28 gennaio il cabildo di Maracaibo, in negoziato segreto già da tempo con i repubblicani, dichiarò la provincia come repubblica indipendente e subito dopo l'adesione alla Colombia. La Torre considerò questo atto come una violazione del trattato di tregua. Al comando di 7 000 uomini Bolívar affrontò i realisti nella battaglia di Carabobo il 24 giugno 1821, infliggendo una dura sconfitta al nemico e assicurandosi il controllo e l'indipendenza del Venezuela.

#### Le campagne in Ecuador e Perù (1821-1824)

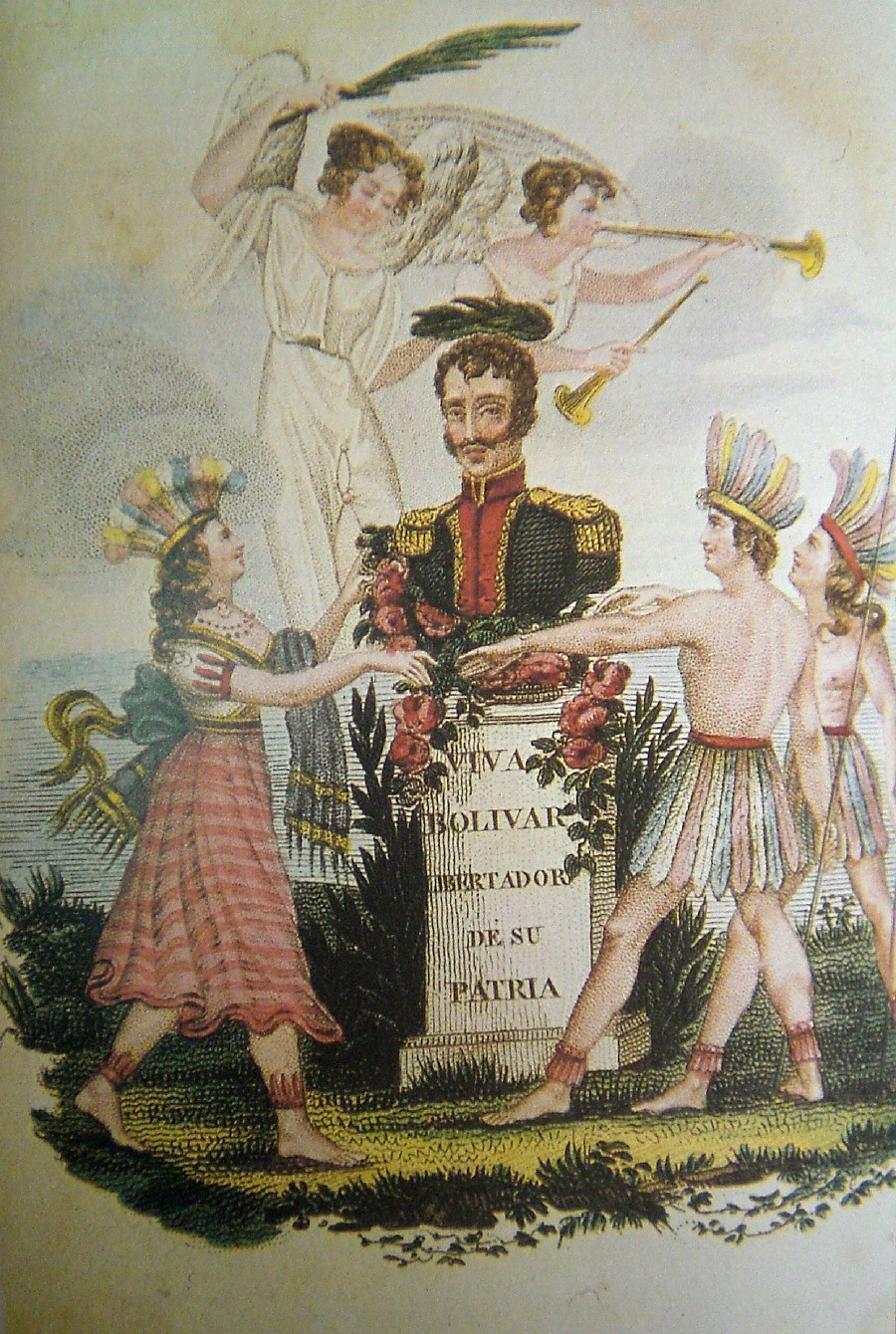
Rappresentazione della liberazione della Colombia di Bolívar, del poeta José Joaquín de Olmedo

Il controllo spagnolo in Sudamerica stava rapidamente collassando, anche per via dei problemi interni della Spagna nella madrepatria. Ne approfittò in breve Guayaquil, che si dichiarò indipendente nell'ottobre 1820, istituendo una propria giunta di governo, seguita a breve distanza da Portoviejo e Cuenca, che gli spagnoli avevano trascurato per difendere Quito, che invece rimaneva saldamente nelle mani dei realisti comandati dal maresciallo Melchor Aymerich, il quale riuscì anche a difendersi sconfiggendo nel gennaio 1821 i soldati repubblicani inviati dalla giunta di Guayaquil.
Bolívar appoggiò fin dall'inizio i movimenti indipendentisti nella Provincia di Quito e invitò formalmente i rappresentanti delle varie giunte a unirsi alla Grande Colombia, scongiurando il pericolo di rimanere frazionati in tante piccole entità fragili. Bolívar si adoperò affinché i nuovi indipendentisti ricevessero il maggior sostegno possibile, inviando rifornimenti e uomini al comando di Antonio José de Sucre, che arrivò a Guayaquil in febbraio. Sucre per tutto il 1821 tentò vanamente di conquistare Quito e in novembre entrambe le parti, esauste dalla lotta, firmarono un armistizio di 90 giorni. Al termine della durata del trattato, la guerra riprese e il 24 maggio 1822, in seguito alla battaglia di Pichincha, le forze di Sucre conquistarono definitivamente Quito e lo stesso anno tutta la regione dell'attuale Ecuador si unì alla Grande Colombia. A questo punto l'attenzione di Bolívar era interamente rivolta a cacciare le ultime armate realiste, di stanza in Perù, e liberare la regione.
José de San Martín aveva incominciato a fare incursioni in Perù fin dal 1820. Nel 1821 aveva già liberato buona parte del territorio peruviano, ma le città principali restavano in mano realista. Il 26 e 27 luglio 1822 Bolívar e San Martín s'incontrarono alla conferenza di Guayaquil. Durante l'incontro si trovarono entrambi d'accordo che era necessario liberare al più presto anche il Perù e discussero i loro piani di campagna per completare l'operazione. San Martín, Bolívar e Sucre nei mesi seguenti conquistarono sempre più territorio e il 10 febbraio 1824 Bolívar ricevette l'incarico di Dittatore del Perù. Il Libertador si dedicò alla riforma completa della politica e dell'apparato militare del nuovo Stato, conducendo personalmente, insieme con Sucre, l'esercito nella battaglia di Junín il 6 agosto 1824. Sucre sconfisse l'esercito nemico anche nella battaglia di Ayacucho il 9 dicembre. Al completamento dell'indipendenza di tutto il Sudamerica mancava solo l'Alto Perù (attuale Bolivia), Callao e Chiloé).

#### L'indipendenza dell'Alto Perù e la nascita della Bolivia
Bolívar era ora presidente sia della Grande Colombia sia del Perù, garantendo a entrambi i paesi poteri straordinari per poter contrastare la monarchia spagnola. A causa dei molteplici impegni, Bolívar fu costretto a delegare la guerra di liberazione dell'Alto Perù a Sucre e O'Connor, un militare irlandese emigrato in Sudamerica; i due comandanti completarono le operazioni militari e ottennero l'indipendenza il 6 agosto 1825.
Il 6 agosto 1825 l'Alto Perù divenne un nuovo Stato con il nome di "Repubblica di Bolívar", successivamente cambiato in Bolivia; il progetto d'indipendenza del Sudamerica dalla Spagna, a cui Bolívar aveva dedicato la sua intera vita, era finalmente completo e nel periodo seguente Bolívar si concentrò sul consolidamento dei nuovi Stati indipendenti.

### La fine politica

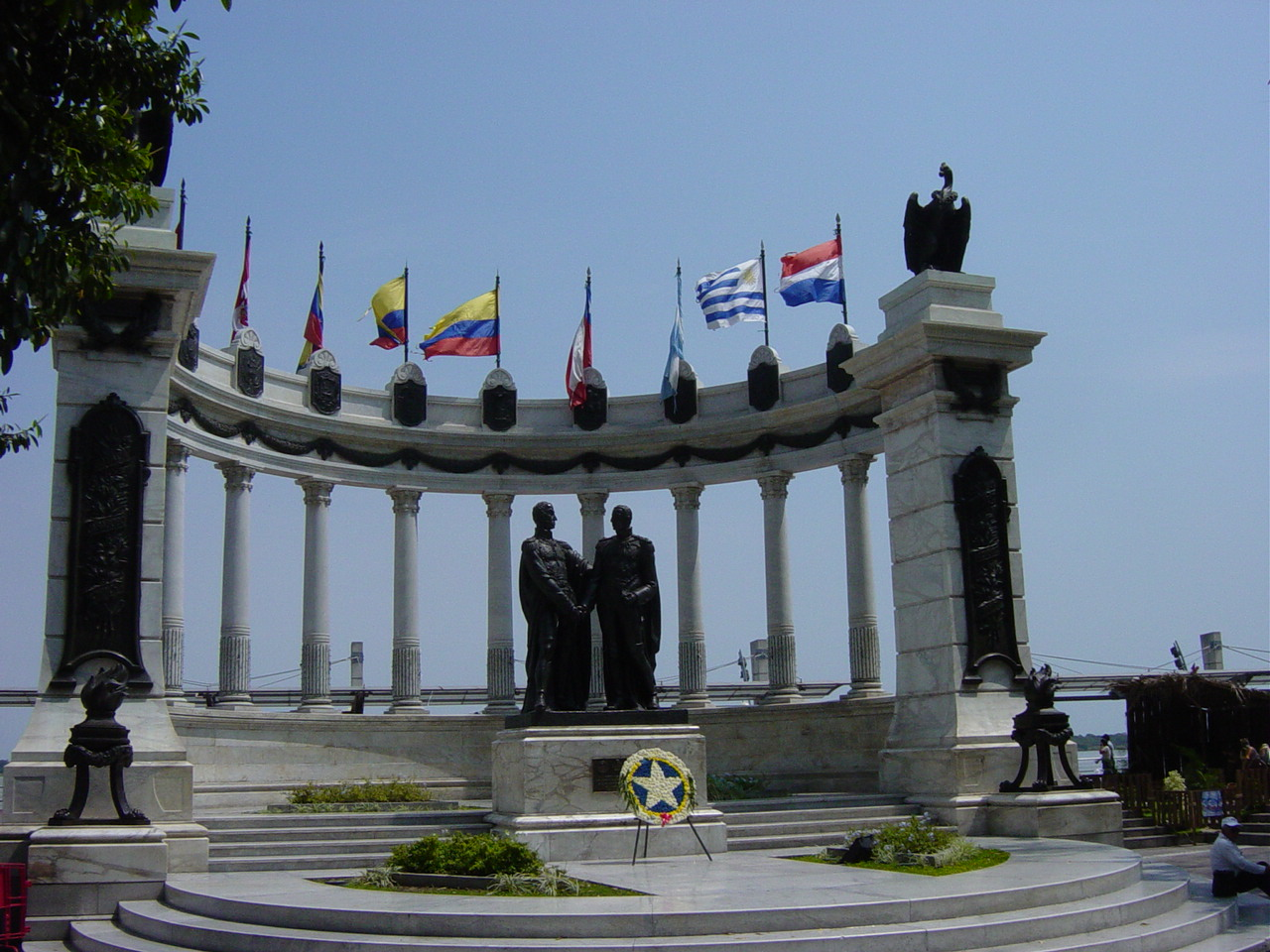
Statua dei due Libertadores del Sudamerica, Simón Bolívar e José de San Martín, a Guayaquil (Ecuador)

A partire dal 1827, le divisioni interne e le rivalità personali tra i generali rivoluzionari provocarono dei conflitti politici e la fragile confederazione sudamericana sognata da Bolívar si ruppe per sempre. La Convenzione di Ocaña (presso Cúcuta) si riunì da aprile a giugno del 1828 per risolvere i problemi di governabilità riformando la costituzione del 1821. Bolívar, forte della propria immensa popolarità, richiese di inserire nella costituzione il proprio mandato ad vitam come presidente e la possibilità di nominare il proprio successore; fronteggiando la ferma opposizione del vicepresidente Francisco de Paula Santander, convinto federalista. Bolívar si proclamò dittatore il 27 agosto, abolendo la vicepresidenza e scampò a un attentato santanderista in settembre; gli attentatori furono condannati alla fucilazione e Santander dovette prendere la via dell'esilio. Il gesto riuscì a sanare la frattura, ma fu solo una vittoria di Pirro di breve durata, in quanto gran parte della classe dirigente della confederazione gli si rivolse ben presto contro, accusandolo di aver tradito gli ideali da lui stesso proclamati e decretando l'inizio della sua fine.
Bolívar, ormai seriamente malato di tubercolosi, vide la sua costruzione disfarsi rapidamente: il Perù si dichiarò contro di lui nel 1829 e il Venezuela si proclamò indipendente il 13 gennaio 1830. Bolívar si dimise dalla presidenza il 20 gennaio in congresso, ma le dimissioni furono accettate solo il 4 maggio, con la concessione di una pensione annua di 3 000 pesos. Amaramente dichiarò: "Ho arato il mare!" Il 20 settembre 1830 scrisse a Pedro Briceño Méndez, suo ex ministro della Marina e della Guerra: "Sono vecchio, malato, stanco, disilluso, nauseato, calunniato e pagato male. Non chiedo altra ricompensa che il riposo e la salvaguardia del mio onore; disgraziatamente è quello che non riesco a ottenere."
L'8 maggio un disilluso Bolívar partì da Bogotà, con l'intenzione di tornare in Europa, passando per la Giamaica. Arrivò a Cartagena in giugno, sulla cui stampa a fine luglio lesse la risoluzione del Congresso venezuelano di rompere le relazioni con la Colombia finché egli fosse rimasto sul suolo colombiano.

### Morte
Mentre la sua salute peggiorava, impedendogli comunque di partire, si trasferì da Bogotà a una tenuta presso Santa Marta, in cerca di un clima migliore. Vi giunse il 1º dicembre ma, peggioratovi rapidamente, morì il 17 dicembre 1830 «A la una y tres minutos de la tarde murió el sol de Colombia» («All'una e tre minuti del pomeriggio morì il sole della Colombia»), come recitò il comunicato ufficiale. Negli ultimi momenti di lucidità, dettò il testamento e un proclama in cui auspicava che almeno la sua morte servisse a consolidare l'unità e a far sparire le fazioni.
Poco dopo la sua morte, la Gran Colombia, già moribonda per le dispute politiche interne, fu dichiarata legalmente dissolta nel 1831. Le succedettero le tre Repubbliche di Nueva Granada, Venezuela ed Ecuador, sotto la guida rispettivamente del neogranadino Francisco de Paula Santander, del venezuelano José Antonio Páez e dell'ecuadoriano Juan José Flores.
Le spoglie di Bolívar furono seppellite nella Basilica Cattedrale di Santa Marta, finché nel dicembre 1842 furono traslate in Venezuela, suo paese d'origine, come da richiesta testamentaria. Lì furono tumulate nella cripta della cattedrale di Caracas, luogo sepolcrale della famiglia, finché la Repubblica del Venezuela non edificò il Pantheon Nazionale, dove furono traslate in via definitiva.

## Pensiero politico
Simón Bolívar era un ammiratore degli ideali della Rivoluzione americana e della Rivoluzione francese. Tuttavia, dai padri fondatori degli Stati Uniti d'America egli si differenziava per due sostanziali punti di vista: in primo luogo Bolívar era un convinto anti-schiavista; egli affermò più volte il proprio punto di vista e lo mise in pratica abolendo la schiavitù nei territori sotto il suo controllo. Questa sua visione della libertà individuale fu ulteriormente rafforzata durante la permanenza a Haiti.
In secondo luogo Bolívar non credeva nel sistema politico federale adottato dagli Stati Uniti; egli infatti riteneva che i livelli locali di amministrazione dovessero rimanere sempre al di sotto dello Stato centrale, che doveva pertanto mantenere una posizione di predominanza sulle entità regionali.
Bolívar inoltre ritenne che le innovazioni costituzionali statunitensi non avrebbero potuto essere applicate in un contesto ancora selvaggio e in gran parte non civilizzato come quello sudamericano, e più volte affermò che sarebbe stata necessaria ancora per molti anni una guida forte per tenere uniti i popoli del Sudamerica.

### Militanza massonica
Nel 1803, Bolívar fu iniziato nella loggia massonica Lautaro a Cadice, in Spagna. Qui conobbe due protagonisti della Rivoluzione bolivariana, José de San Martín e Mariano Moreno, anch'essi massoni. Nel maggio 1806, Bolívar divenne a Parigi Gran Maestro della Loggia Madre di San Alessandro di Scozia. Durante il suo soggiorno a Londra, frequentò la loggia The Great American Reunion, guidata da Francisco de Miranda. Nell'aprile 1824, Bolívar fu insignito del 33º grado del Rito scozzese antico ed accettato, con il titolo di Ispettore Generale onorario.

## Nella cultura di massa

### Luoghi
La fama di Simón Bolívar in Sudamerica è paragonabile a quella che in Europa godono personaggi come Napoleone Bonaparte o Giuseppe Garibaldi; la maggior parte delle città in Venezuela, Colombia e Bolivia hanno statue, piazze o vie dedicate alla sua figura.
I principali luoghi intitolati a Bolívar sono:
- Ciudad Bolívar nello Stato di Bolívar in Venezuela
- La Bolivia deve il suo nome a Simón Bolívar.
- Bilbao (Paesi Baschi, Spagna), "Calle de Simón Bolívar”
- La piazza principale di Bogotà, capitale della Colombia si chiama Piazza Bolívar
- Ziortza-Bolibar (Paesi Baschi, Spagna), luogo di origine degli antenati di Simón Bolívar, così chiamata in suo onore.
- Una strada a Parigi, Francia, porta il suo nome.
- Una piazza a Milano, Italia, porta il suo nome.
- Una piazza a Il Cairo, Egitto, porta il suo nome.
- Una strada a Nuova Delhi, India, porta il suo nome.
- Un asteroide 712 Boliviana, così chiamato in suo onore.
- La Penisola Bolivar in Texas, così chiamata in suo onore.
- La città di Bolivar in Virginia Occidentale, così chiamata in suo onore.
- La città di Bolivar in Ohio, così chiamata in suo onore.
- La città di Bolivar in Tennessee, così chiamata in suo onore.
- Contea di Bolivar, Mississippi, così chiamata in suo onore.
- Una via intitolata a Simón Bolívar ad Ankara, Turchia.
- Una via intitolata a Simón Bolívar, dotata di una grande statua, a New Orleans, Louisiana.
- Una piazza a Palermo, Italia, porta il suo nome.
- Una piazza a Roma in Italia, a Montesacro nel luogo dove si radunavano i plebei romani e ottennero la rappresentanza dei tribuni della plebe e degli edili. Simon Bolivar giurò di liberare i popoli oppressi; oggi la piazza porta il suo nome.

### Monumenti e memoriali
- È presente una statua di Bolívar nel palazzo del Parlamento europeo a Bruxelles, Belgio.
- È presente una statua di Bolívar in Central Park a New York,[49] a Parigi, l'Havana, Ottawa, Marina di Camerota, Bolivar (Missouri), San Salvador, San Francisco, Santiago del Cile, Roma, Noto (in piazza Bolívar, donata in segno di amicizia dal Governo del Venezuela).
- È presente un obelisco di Bolívar a Roma, nel parco di Montesacro,[50] a Milano, zona Lorenteggio, a Napoli, nel Parco Virgiliano (donato in segno di amicizia dal Venezuela), a Genova Quarto, nei giardini a lui intitolati.
- È presente un busto nell'omonima piazza di Manfredonia[51].

Monumenti dedicati a Simón Bolívar
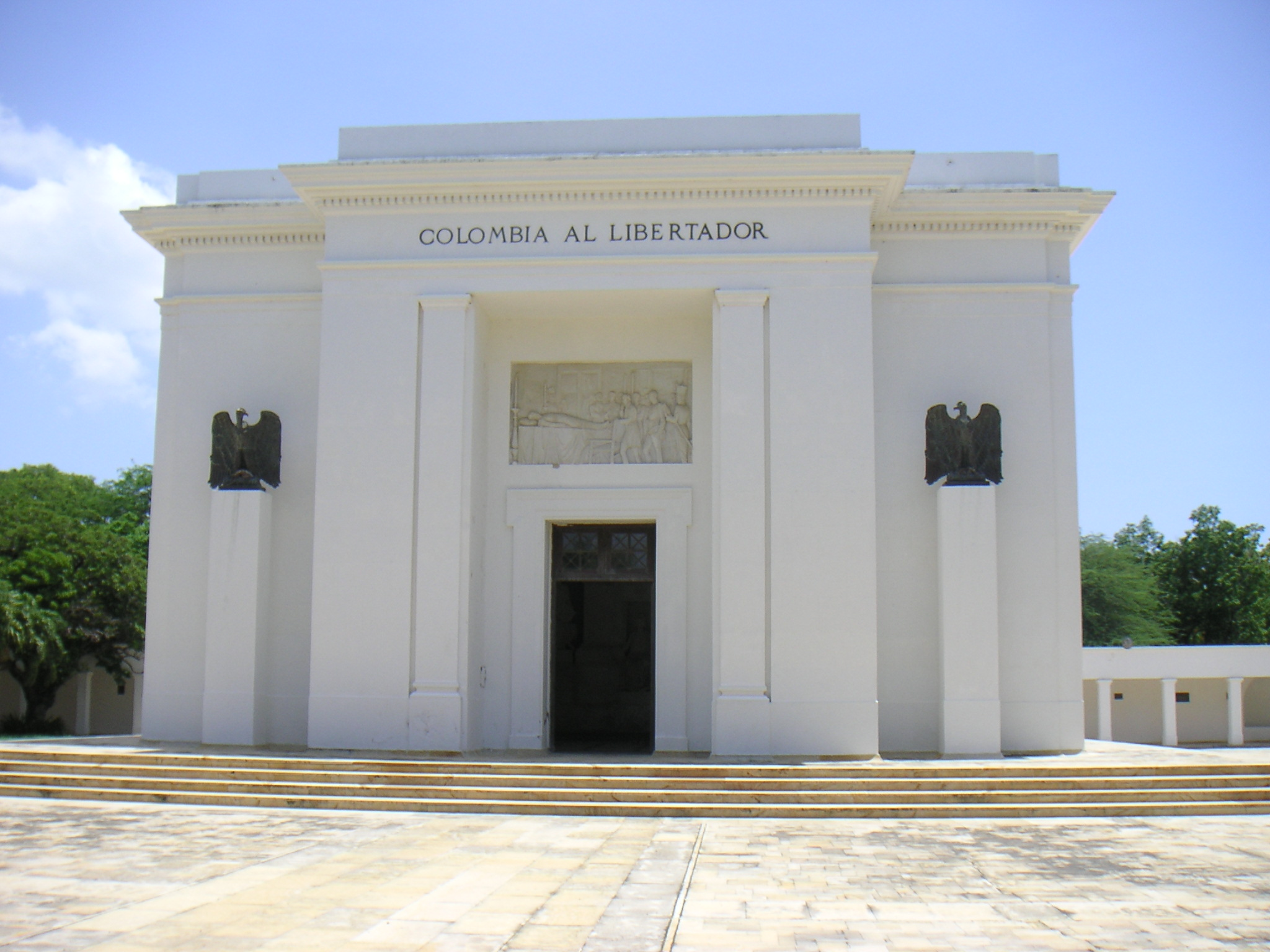
Memoriale di Simón Bolívar, situato a Santa Marta (Colombia) alla Quinta de San Pedro Alejandrino
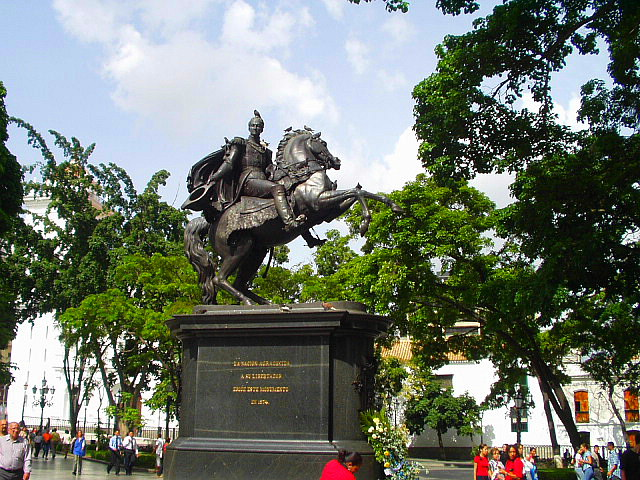
Statua di Bolívar a Plaza Bolívar a Caracas (Venezuela), di Adamo Tadolini
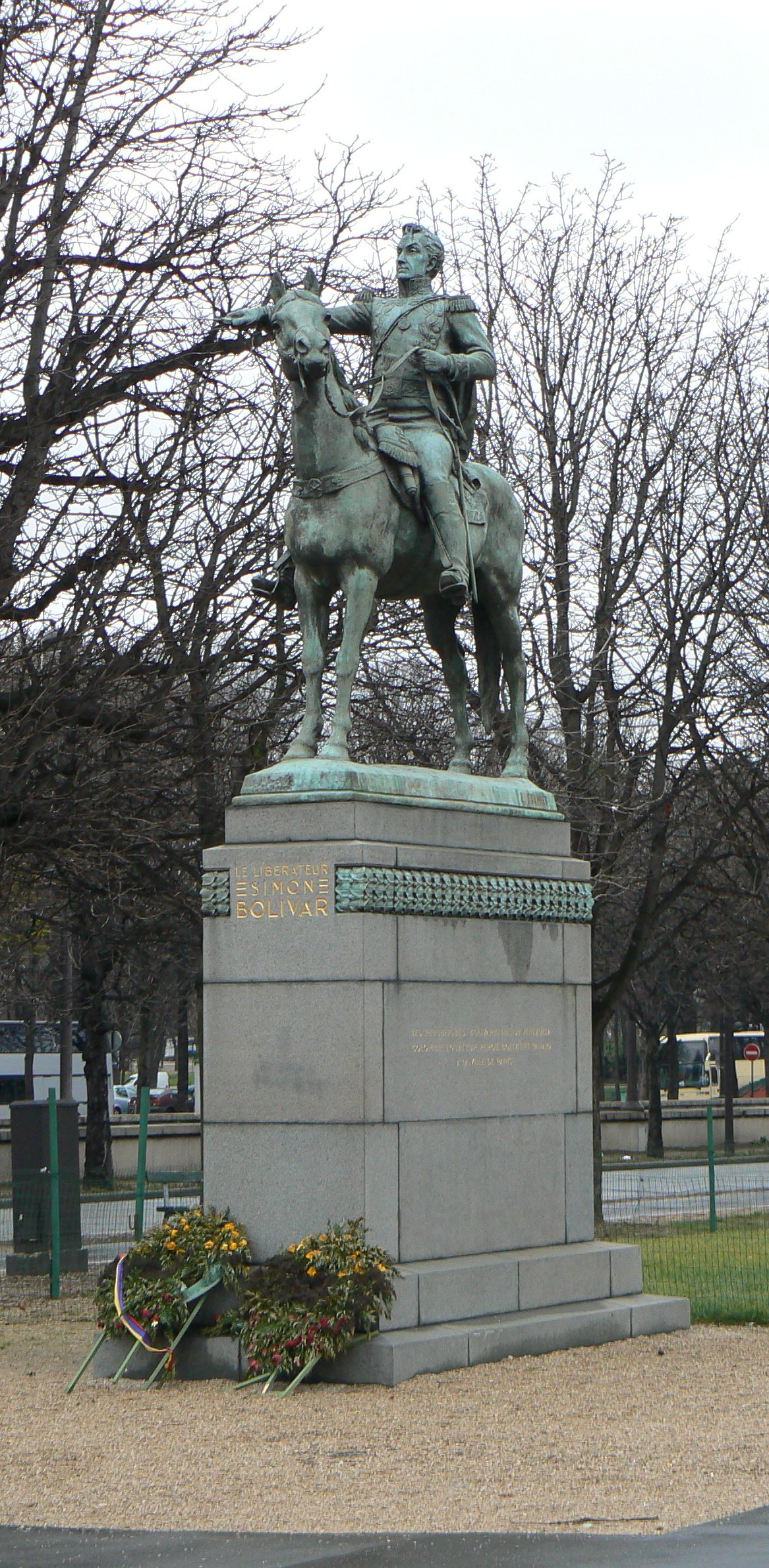
Statua di Simón Bolívar a Parigi
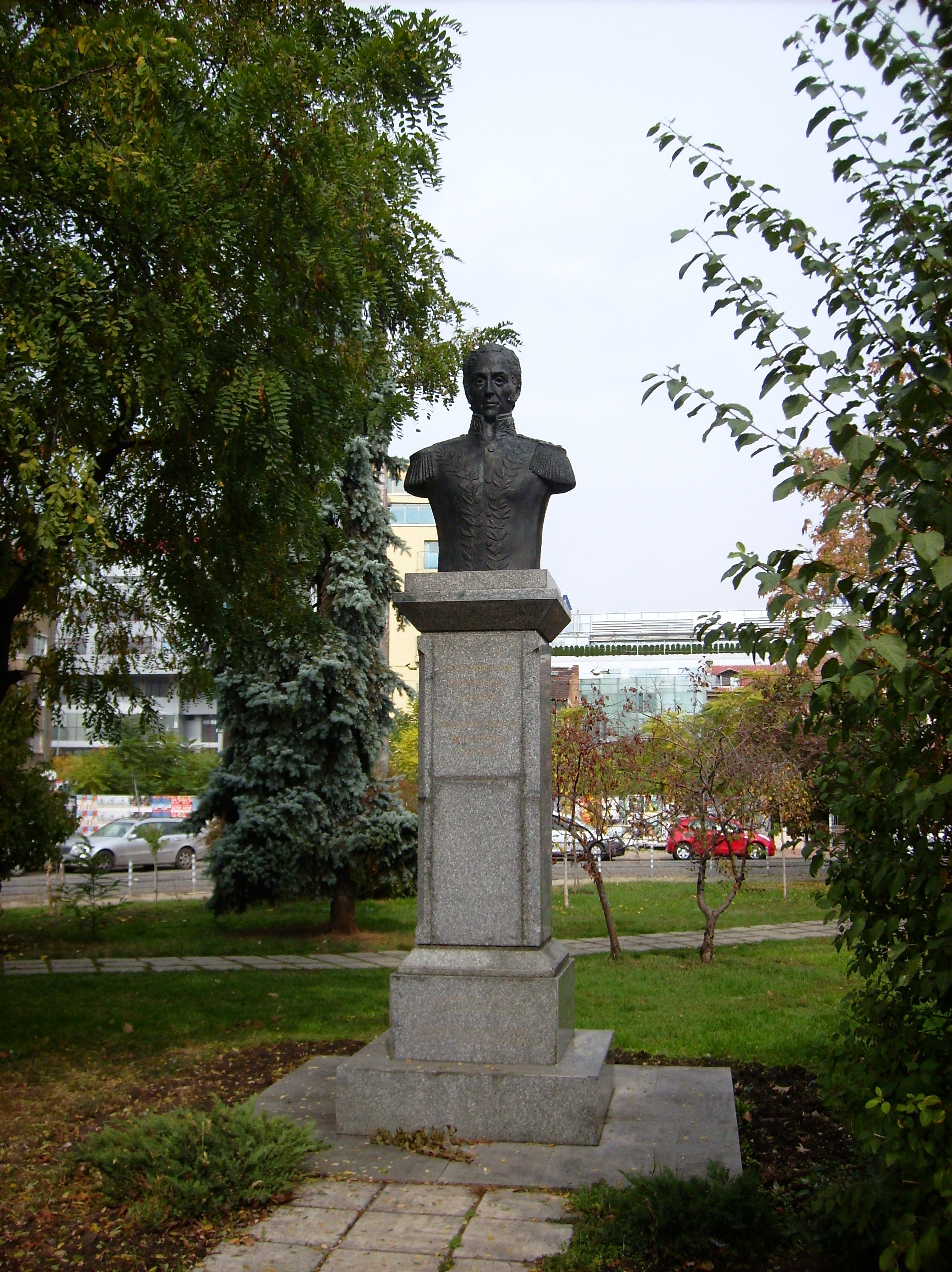
Monumento in onore di Simón Bolívar a Sofia (Bulgaria)
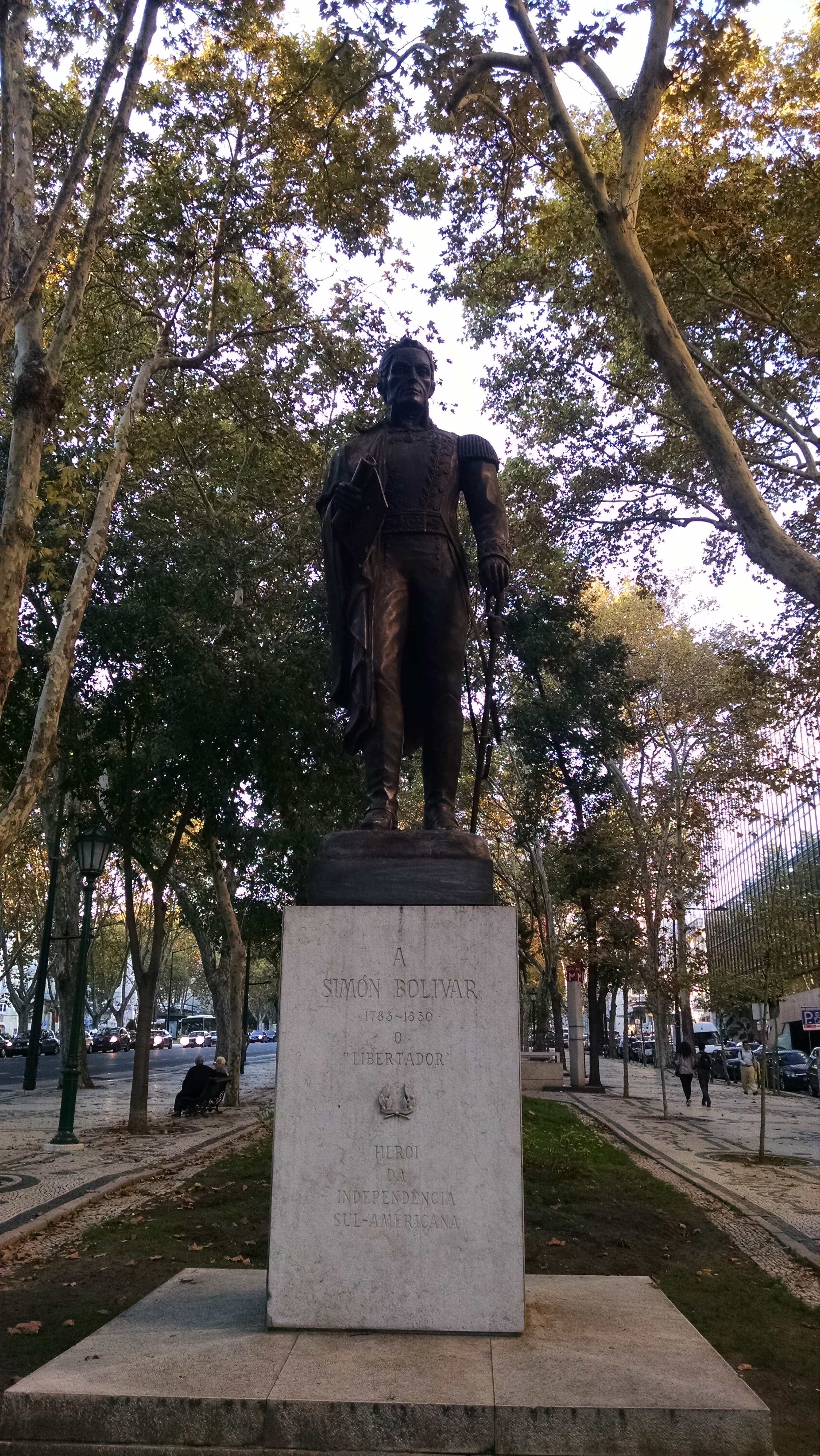
Statua di Simón Bolívar a Lisbona, Portogallo
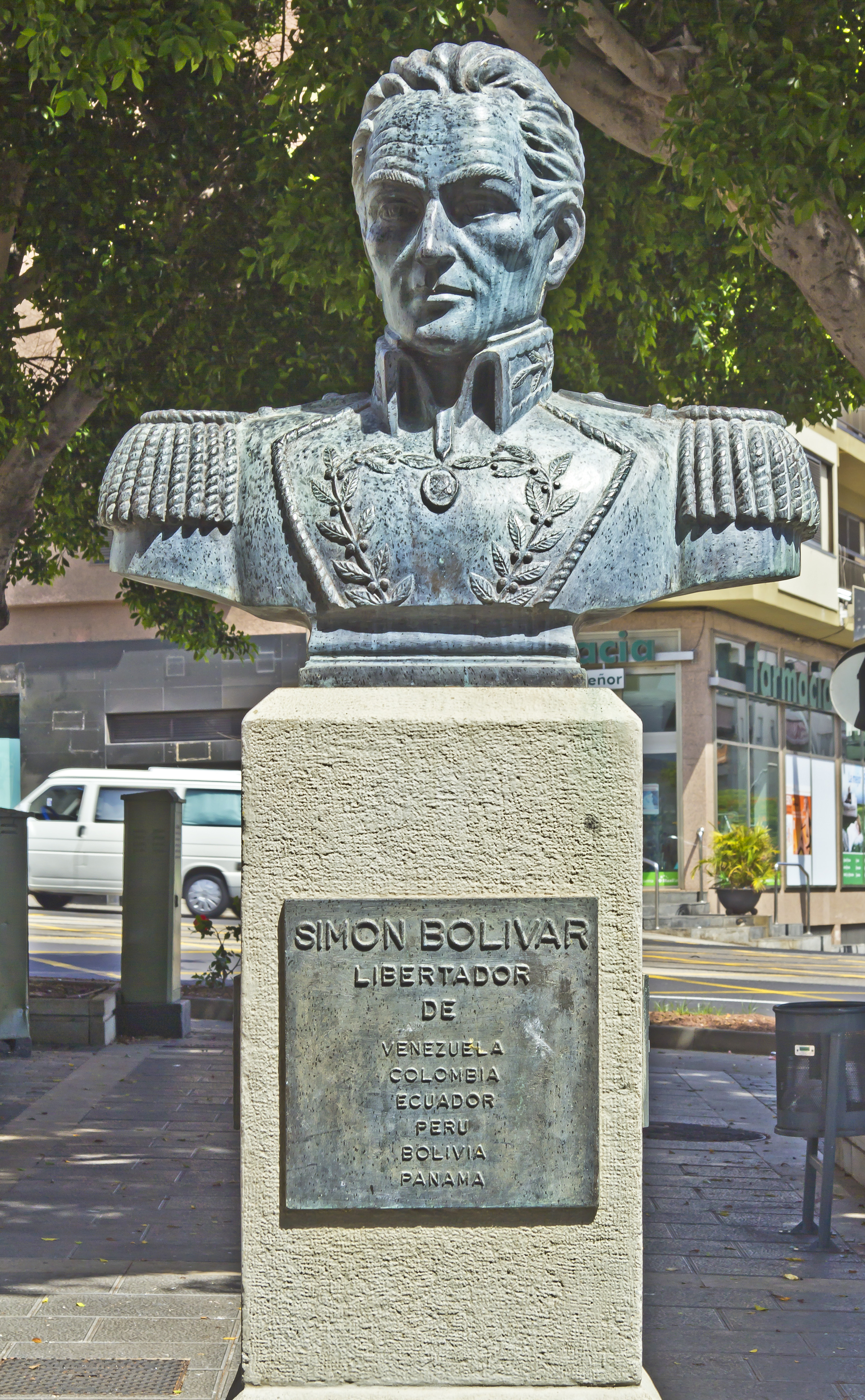
Statua di Simón Bolívar a Santa Cruz de Tenerife (Spagna)
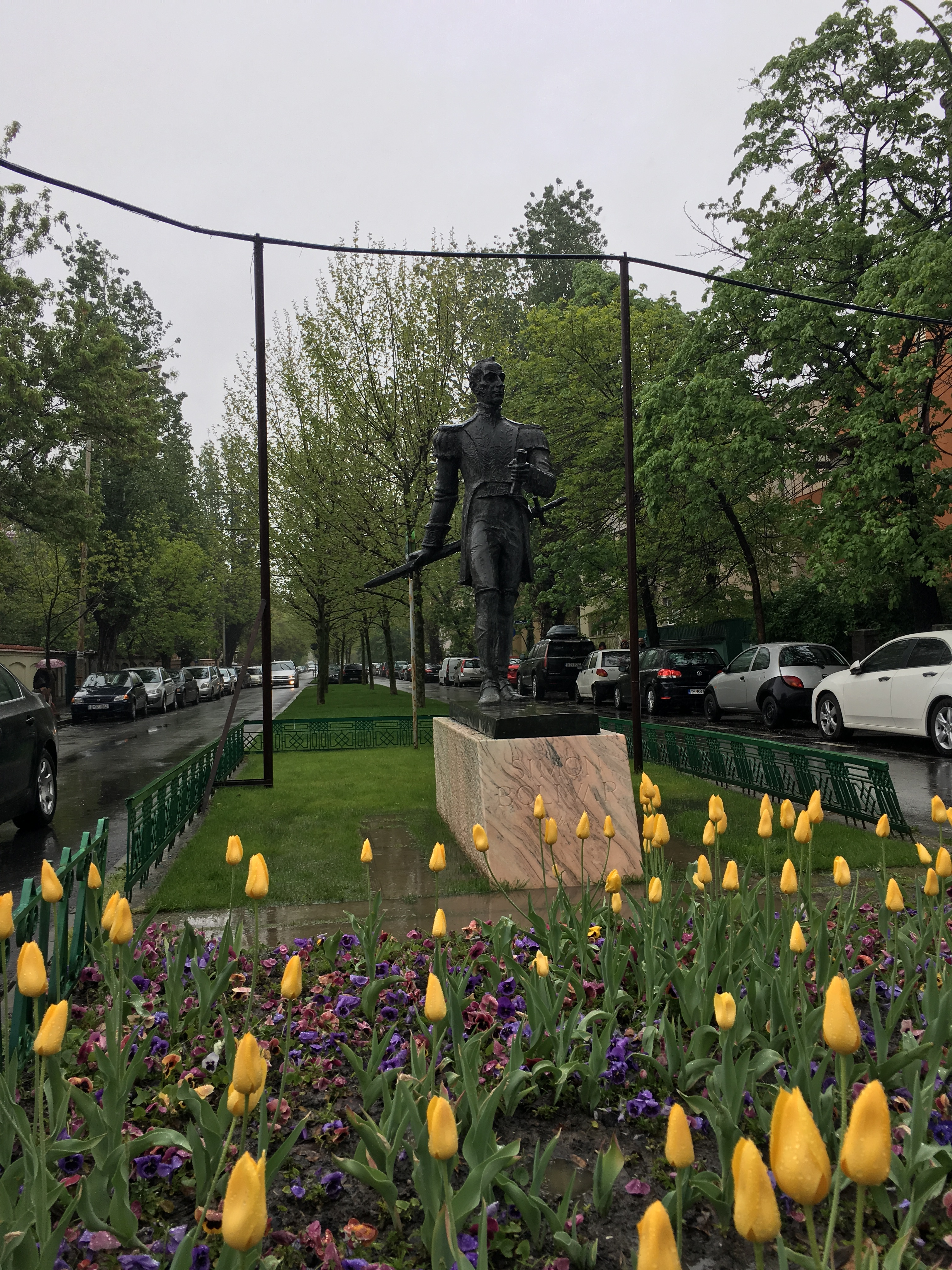
Statua di Simón Bolívar a Bucarest (Romania)
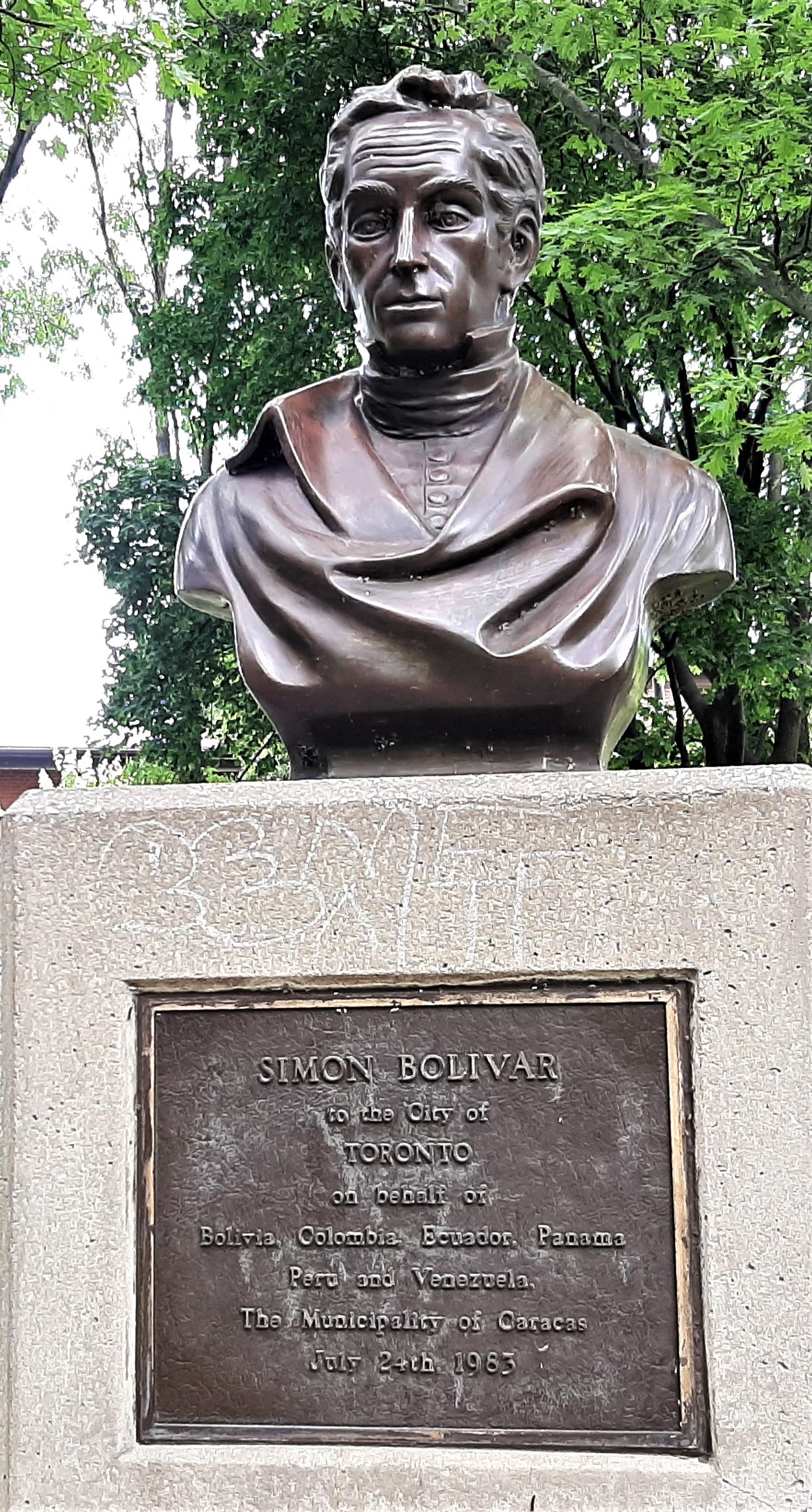
Statua di Simón Bolívar a Toronto, Canada
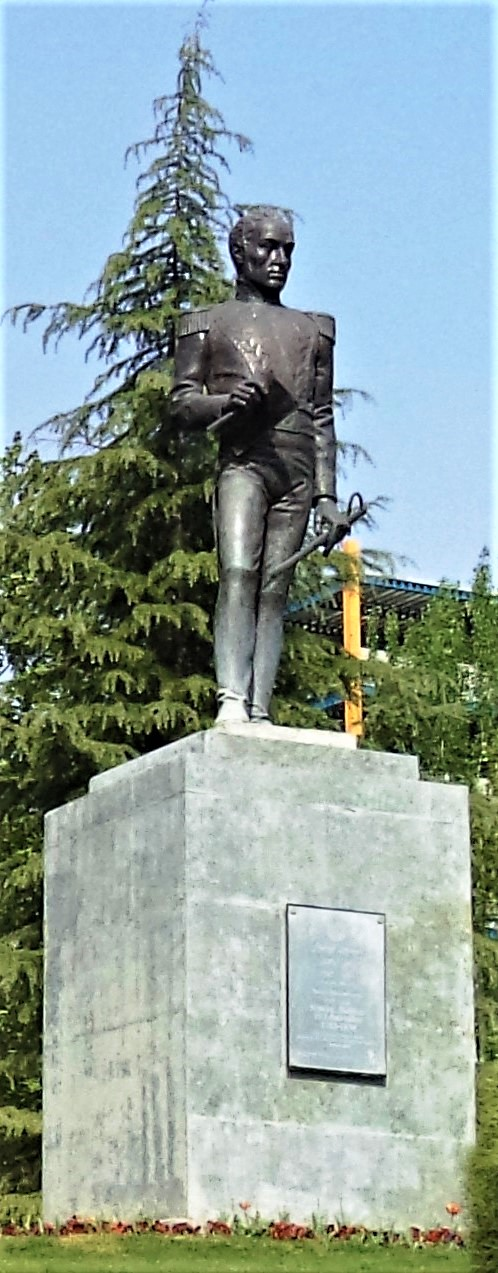
Statua di Simón Bolívar a Teheran, Iran

### Opere
- L'opera Bolívar fu scritta da Andrés Delgado Pardo e il suo esordio risale al 1938 nel teatro Juares di Barquisimeto.
- Il francese Darius Milhaud compose l'opera Bolívar nel 1943 con libretto della moglie Madeleine ispirata al dramma omonimo di Jules Supervielle.
- Thea Musgrave, statunitense nata in Scozia, scrisse Simón Bolívar, opera in due atti con libretto della stessa Musgrave nel 1995.
- Simón Bolívar è il protagonista del romanzo storico "Il generale nel suo labirinto" di Gabriel García Márquez, pubblicato nel 1989, che narra le vicende dell'ultimo viaggio del Libertador da Bogotà a San Pedro Alejandrino.

### Cinema
- Una versione cinematografica della sua vita fu girata nel 1969 dal regista Alessandro Blasetti dal titolo Simón Bolívar e interpretato da Maximilian Schell.
- Nel 2013 è uscito il film Libertador, di Alberto Arvelo, con Édgar Ramírez.[52]

### Musica
- Rubén Lena e Isidro Contreras hanno composto la canzone a lui dedicata Simón Bolívar, cantata dagli Inti-Illimani nell'album Viva Chile! del 1975 e da Milva nell'album Libertà dello stesso anno.
- Gli Ska-P hanno scritto la canzone El Libertador in memoria di Bolívar.
- L'orchestra sinfonica Simón Bolívar, facente parte de El Sistema e diretta da Gustavo Dudamel, prende il nome proprio dal generale venezuelano.

### Altro
- La marca di sigari Bolívar prende il suo nome dal Libertador.
- La moneta del Venezuela è il bolívar venezuelano, così chiamata in suo onore.
- La montagna più alta del Venezuela (Pico Bolívar) e la seconda della Colombia (Picco Simón Bolívar).
- La marina venezuelana ha una nave scuola intitolata in suo onore.
- Lo USS Simon Bolivar (SSBN-641) è stato un sottomarino nucleare della U.S. Navy, demolito nel febbraio 1995.